# 孔若蒙
孔若蒙（？—？），字公明，北宋时兖州仙源县（今山东省曲阜市）人。孔子四十七代孫，孔仁玉玄孙，孔宜曾孙，孔延泽之孙，孔宗願之子。
熙寧元年（1068年）宋神宗命他袭封衍圣公，兼任仙源县主簿。官阶宣德郎（正七品）。二月初四改任沂州新泰县主簿。王安石主持熙宁变法，削减了曲阜孔庙、孔林的洒扫户，庙户存三十八人，林户存三人。熙宁七年（1074年）将孟子升为四配，送到孔庙配享。宋哲宗即位，高太后执政，废除新法。元祐元年（1086年），中散大夫、鸿胪卿孔宗翰请求孔子嫡裔不再兼任其他外地官职。高太后采纳，并且改封孔若蒙为奉圣公，許依舊帶公爵出，令以次合襲封者權主祀事。每遇親祠大禮及冬正朝位，許赴京陪位。朝廷将孔氏庙学改为孔、颜、孟三氏学，设置庙学教授一名，学正、学禄一名。元祐五年（1090年），孔林孔庙洒扫户恢复旧制，庙户五十人，林户五人。元符元年（1098年）孔若蒙因監修祖廟坐事被罷免。由弟弟孔若虛嗣位。有子二人，孔端友、孔端操。
| 前任： 孔宗願     | 北宋衍圣公 1068年—1086年 | 繼任： 改封奉圣公 |
| 前任： 衍圣公改封 | 北宋奉圣公 1086年—1098年 | 繼任： 孔若虛     |

## 参看
- 孔子
- 孔子世家大宗世系
- 孔子世系
- 孔子世家大宗世系图
- 孔子世家南宗北宗世系图